# تریگوه اسلاگسولد ودوم
تریگوه اسلاگسوُلد وِدوم (به نروژی: Trygve Slagsvold Vedum) متولد ۱ دسامبر ۱۹۷۸ در شهر هامار، یک سیاستمدار نروژی و عضو حزب سنتر پارتی است. وی در زمان حاضر در مقام وزیر دارایی، عضو دولت ائتلافی با شراکت حزب کارگر نروژ است.

## پیشینه
تریگوه اسلاگسوُلد وِدوم، در سال ۲۰۰۲ میلادی، با مدرک کارشناسی در جامعه‌شناسی و علوم سیاسی از دانشگاه اسلو فارغ‌التحصیل شده‌است.
وی از سال ۲۰۰۴ تا ۲۰۰۵، مشاور تشکیلات حزبی در سنتر پارتی بوده‌است. ضمن اینکه وی، همزمان در مزرعه متعلق به خود به کشاورزی مشغول بوده و هست.
در دوره بین سالهای ۲۰۰۲ تا ۲۰۰۵ میلادی، تریگوه رهبری سازمان جوانان سنتر پارتی را بر عهده داشت. از سال ۲۰۰۸ تا ۲۰۱۴ مسئولیت معاونت رهبری سنتر پارتی بر عهده وی قرار داشت. در سالهای ۲۰۰۹ تا ۲۰۱۲، وی رهبر پارلمانی حزب؛ و پس از سال ۲۰۱۳ میلادی معاون رهبر پارلمانی حزب سنتر پارتی بوده‌است.

تریگوه اسلاگسوُلد وِدوم، دارای زبان و سیاستی روشن است. وی آشکارا مخالفت خود، با اصلاحات در تقیسمات مناطق ادارای و انتظامی نروژ را ابراز کرده‌است. بسیاری وی را از جمله عوامل موفقیت سنتر پارتی در انتخابات سال ۲۰۱۷ میلادی می‌دانند. در سال ۲۰۱۷ سنتر پارتی با اخذ ۱۰٫۳ در صد آرا، ۴٫۸ درصد پیشرفت داشت. در انتخابات ۲۰۲۱، این حزب ۱۳٫۵ درصد از آرا را به دست آورد. به پشتوانه این آرا، تریگوه اسلاگسوُلد وِدوم، به نمایندگی سنتر پارتی وارد مذاکره با حزب کارگر نروژ شد. در ۱۴ اکتبر ۲۰۲۱ به دنبال این مذاکرات، دولت ائتلافی حزب کارگر نروژ به نخست‌وزیری یوناس گار استوره ‏با شراکت سنتر پارتی تشکیل شد. در این دولت، تریگوه اسلاگسوُلد وِدوم، تصدی وزارت دارایی را بر عهده دارد.